# Kennesaw
Kennesaw és una població dels Estats Units a l'estat de Geòrgia. Segons el cens del 2005 tenia 30.522 habitants.

## Demografia
Segons el cens del 2000, Kennesaw tenia 21.675 habitants, 8.099 habitatges, i 5.782 famílies. La densitat de població era de 991,6 habitants/km².
Dels 8.099 habitatges en un 40,4% hi vivien nens de menys de 18 anys, en un 57,7% hi vivien parelles casades, en un 10,3% dones solteres, i en un 28,6% no eren unitats familiars. En el 22,2% dels habitatges hi vivien persones soles el 3,5% de les quals corresponia a persones de 65 anys o més que vivien soles. El nombre mitjà de persones vivint en cada habitatge era de 2,65 i el nombre mitjà de persones que vivien en cada família era de 3,12.
Per edats la població es repartia de la següent manera: un 27,7% tenia menys de 18 anys, un 7,3% entre 18 i 24, un 42,1% entre 25 i 44, un 17,1% de 45 a 60 i un 5,8% 65 anys o més.
L'edat mediana era de 32 anys. Per cada 100 dones de 18 o més anys hi havia 91,4 homes.
La renda mediana per habitatge era de 60.404 $ i la renda mediana per família de 67.778 $. Els homes tenien una renda mediana de 45.253 $ mentre que les dones 33.660 $. La renda per capita de la població era de 24.757 $. Entorn del 3,1% de les famílies i el 4,5% de la població estaven per davall del llindar de pobresa.

## Legislació sobre les armes
En 1982 el consell municipal de Kennesaw va decidir  per unanimitat un ban IMPOSANT als habitants posseir al menys una arma de foc i municions, amb l’objectiu d “assegurar la seguretat i el benestar general de la ciutat”. N’estan exempts els objectors de consciència, els criminals, les persones amb malalties mentals i les que no tenen mitjans per comprar-les. Cap càstig no s'ha previst per a aquells que no respectessin l’obligació. Després de l’aplicació de la llei, l’índex de criminalitat ha disminuït un 89%, contra un descens del 10% a la resta de l'estat.

## Poblacions més properes
El següent diagrama mostra les poblacions més properes.